# 旭トステム外装
旭トステム外装株式会社（あさひトステムがいそう、Asahi Tostem Exterior Building Materials Co., Ltd.）は、住宅外装材を製造・販売する会社である。旭硝子株式会社（現・AGC）とトステム株式会社（現・LIXIL）の外装部門を統合して設立した。本社は東京都江東区にあり、代表取締役は阪本浩一が務める。

## 主な製品
- 外壁材 
  - 窯業系サイディング：AT-WALL
  - 金属系サイディング：Danサイディング
  - 樹脂サイディング　: WALL-Ｊ

- 屋根材
- 耐震商材（パンチくん）

## 主な工場
- 鹿島工場（茨城県神栖市）
- 一関工場（岩手県一関市）